# ایلی بوفی
ایلی بوفی (انگلیسی: Ylli Bufi؛ زادهٔ ۲۵ مهٔ ۱۹۴۸) سیاستمدار و مهندس اهل آلبانی است. وی از ۵ ژوئن ۱۹۹۱ تا ۱۰ دسامبر ۱۹۹۱ نخست‌وزیر آلبانی بود.